# Бране Мозетіч

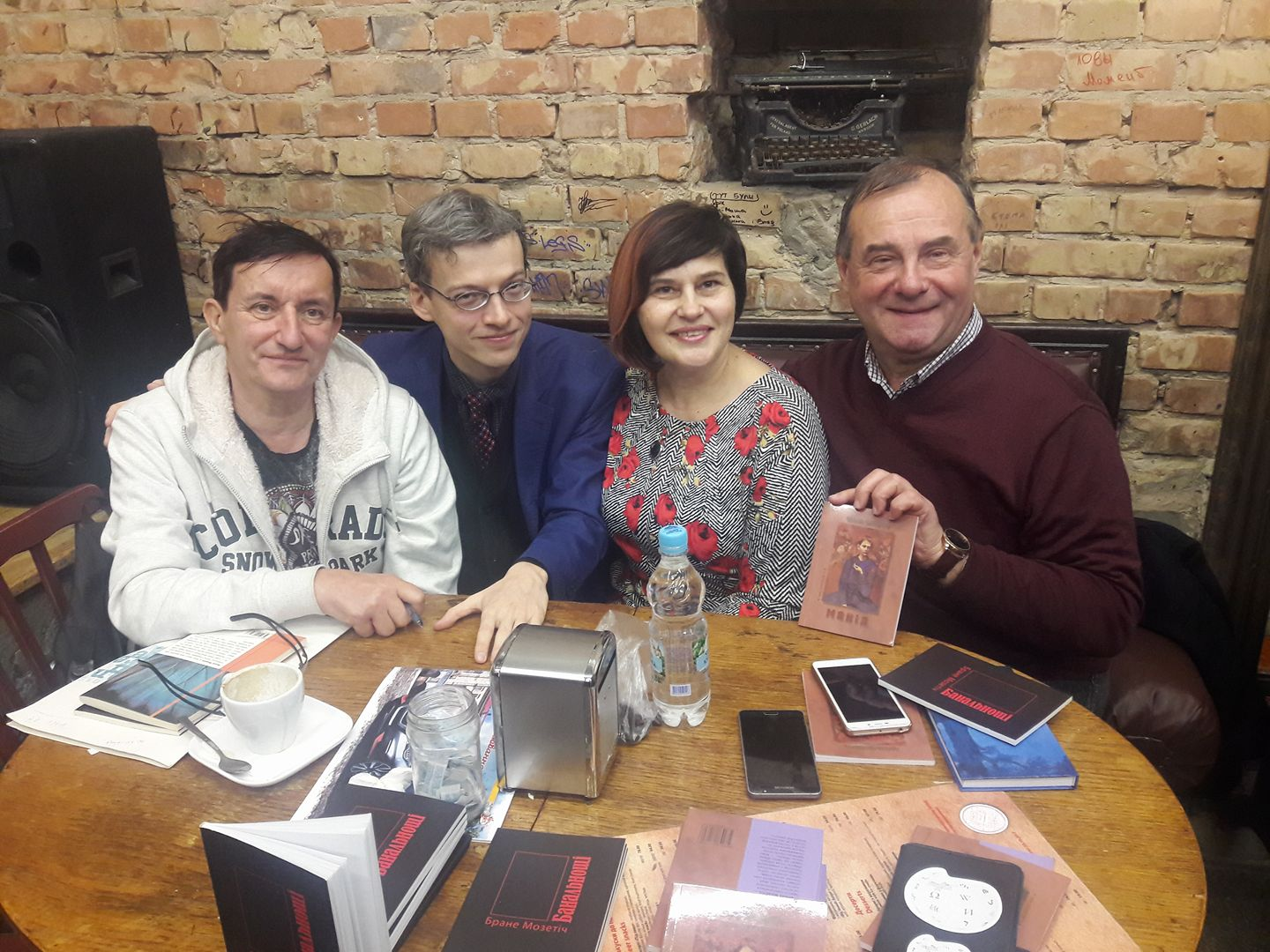
Бране Мозетіч, Дмитро Чистяк, Тетяна Череп-Пероганич та Олександр Балабко у Кнайп-клубі «Купідон», 9 грудня 2017

Бране Мозетіч (словен. Brane Mozetič; 14 жовтня 1958, Любляна) — словенський поет, прозаїк, перекладач і громадський діяч.

## Творчість
Є автором півтора десятка поетичних збірок, двох романів, збірки оповідань і численних перекладів із франкомовної літератури (серед них – Артюр Рембо, Ніколь Броссар і Мішель Фуко). 
У 18 років друкує першу книжку, позначену впливами французького сюрреалізму. 

## Громадська діяльність
Бране Мозетіч – популяризатор словенської літератури. Окрім керівництва двома видавничими серіями, він очолює Центр словенської літератури – громадську організацію, мета якої – надавати інформаційну й фінансову підтримку різноманітним учасникам літературного процесу.

## Цікаві факти
В дитинстві Бране зачитувався томиком Маркса, знайденим на дідовому горищі.
Після одержання невеличкої спадщини, він вирушає до Парижа і здобуває філологічну освіту в Сорбонні.
9 грудня 2017 року в київському кнайп-клубі «Купідон» (Пушкінська, 1-3) презентував свою збірку «Манія», що вийшла 2017 року. Модерував презентацію письменник, перекладач, літературний критик Дмитро Чистяк.

## Опубліковані твори

### Збірки поезії
- Sneguljčica je sedem palčkov, 1976
- Soledadesi, 1978
- Pesmi in plesi, 1982
- Modrina dotika, 1986
- Zaklinjanja, 1987
- Mreža, 1989
- Obsedenost/Obsession, slov. – franc. izdaja, 1991
- Pesmi za umrlimi sanjami, 1995
- Metulji, 2000
- Banalije, 2003
- Še banalije, 2005
- In še, 2007
- Mesta ure leta, 2011
- Nedokončane skice neke revolucije, 2013

### Проза
- Pasijon, 1993
- Angeli, 1996
- Zgubljena zgodba, 2001
- Objemi norosti, 2015

### Книжки для дітей
- Dežela bomb, dežela trav, 2013
- Alja dobi zajčka, 2014
- Prva ljubezen, 2014
- Dihurlandija, 2016
- Murenček in Polhek, 2017

### Книжки в перекладі
- Obsedenost / Obsession, Aleph – Ed. Genevieve Pastre, Ljubljana – Paris 1991
- Anđeli, Meandar, Zagreb 2000
- Parole che bruciano / Besede, ki žgejo, Mobydick, Faenza 2002
- Obsession, Ecrits des Forges, Quebec 2002
- Butterflies,  Meeting Eyes Bindery, New York 2004
- Schattenengel, Passagen Verlag, Wien 2004
- He somiat que havies mort (&Svetlana Makarovič), Emboscal + ILC, Barcelona 2004
- Poemas por los suenos muertos, CEDMA, Malaga 2004
- Banalii, Blesok, Skopje 2004
- Leptiri, DAN, Zagreb 2005
- Passion, Talisman House, Jersey City 2005
- To nie jest księga seksu, Wydawnictwo Zielona Sowa, Krakow 2005
- Metulji / mariposas, Ediciones Gog y Magog, Buenos Aires 2006
- Banalni neshta, Izdatelstvo Karina M., Sofija 2006
- Die verlorene Geschichte, Sisyphus, Klagenfurt 2006
- Borboletas, Editorial 100, Vila Nova de Gaia 2007
- Passion, ZOE edizioni, Forli 2007
- Schmetterlinge, Sisyphus Verlag, Klagenfurt 2008
- Banalities, A Midsummer Night's Press, New York 2008
- Andělé, Větrné mlýny, Brno 2009
- Farfalle, Edizioni ETS/Alleo, Pisa 2009
- Banalitats, Eumo Editorial, Vic 2009
- Banalien, Männerschwarm Verlag, Hamburg 2010
- Storia perduta, Beit Casa Editrice, Trieste 2010
- Banality, Adolescent, Zabreh 2011
- Banalità, Edizioni del Leone, Venezia 2011
- Banalidades, Ediciones Gog y Magog, Buenos Aires 2011
- Lost Story, Talisman House, Jersey City 2011
- Banalije, Altagama, Zagreb 2012
- Banalnošči, Raduga, Kyiv 2012
- Gharaq Xortohra (&Suzana Tratnik), Inizjamed, Valletta 2013
- Banalidades, Visor libros, Madrid 2013
- El pais de las bombas, Bellaterra, Barcelona 2014
- El pais dels bombes, Bellaterra, Barcelona 2014
- Bilad alkanabil wa bilad alhašaiš, Sefsafa, Kairo 2014
- Pasión, Dos Bigotes, Madrid 2014
- Nedovršene skice jedne revolucije, h,d,p, Zagreb 2015
- Banalités, Maison de la poésie, Tinqueux 2015
- Banalien 2, Sisyphus Verlag, Klagenfurt 2016
- Mi primer amor, Bellaterra, Barcelona 2016
- Possesão, Roma Editora, Lisboa 2016
- Il coniglio di Alja, Asterios Editore, Trieste, 2016
- Com’è verde il mondo senza le bombe della guerra, Asterios Editore, Trieste, 2016